# Tirà reial gros
El tirà reial gros (Pitangus sulphuratus) és una espècie d'ocell de la família dels tirànids (Tyrannidae) i única espècie del gènere Pitangus, si bé molts autors hi inclouen també el tirà reial lictor. Habita zones amb arbres, normalment a prop de l'aigua, des del sud de Texas i gran part de Mèxic, cap al sud, a la llarga d'Amèrica Central fins a Panamà i a Sud-amèrica, des del nord, centre i est de Colòmbia, Veneçuela, Trinitat i Guaiana, cap al sud, per gairebé tot el continent a l'est dels Andes fins al nord de l'Argentina.